# 溫徹斯特M1887槓桿式霰彈槍
溫徹斯特M1887（英語：Winchester Model (M) 1887）是一款由著名的美國槍械設計師約翰·白朗寧設計、美国溫徹斯特連發武器公司生產的槓桿式散彈槍，發射12鉛徑霰彈。

## 設計
溫徹斯特M1887是第一款真正成功的槓桿式散彈槍，同時也是最早期的連發式散彈槍之一。其採用的槓桿式槍機是溫徹斯特連發武器公司最著名的招牌設計，該公司所生產的溫徹斯特M1873步槍就是槓桿式操作槍械的典型例子。M1887的設計師約翰·白朗寧曾建議採用泵动式操作原理，並認為泵动式比起槓桿式更加適合作為連發式霰彈槍的操作機制，但溫徹斯特是一間以“槓桿式槍械”而聞名的公司，其生產的槍械都是以槓桿式原理操作，故認為他們的新型霰彈槍也必須以品牌知名度作為理由而設計成槓桿式操作。白朗寧其後就設計了一枝後裝式，並同時採用滾動式閉鎖和槓桿式原理運作的霰彈槍。由於在1887年推出，該槍被命名為“1887型”（Model 1887）。不過，基於M1887本身並不太可靠，尤其在供彈時容易出現卡殼等故障，溫徹斯特後來委托白朗寧設計出使用泵動式設計的溫徹斯特M1893霰彈槍（為溫徹斯特M1897的早期型號），但在推出後不久世界就迎來了無煙火藥時代。
在19世紀中後期推出的霰彈槍仍然發射使用黑火藥作為推進劑的霰彈藥筒，故溫徹斯特M1887也同樣只能發射使用黑火藥的12鉛徑霰彈，不久亦提供了發射10鉛徑霰彈的版本。後來，溫徹斯特公司很快就意識到，溫徹斯特M1887的槍管強度並不足以承受無煙火藥型霰彈藥筒的膛壓。為此，他們委託白朗寧重新設計出適應無煙火藥的1887型，得出來的結果就是溫徹斯特M1901，不過該槍只能發射使用無煙火药的10鉛徑霰彈，並沒有提供無煙火藥版12鉛徑型。原因是溫徹斯特不想威脅到M1897泵動式散彈槍的銷量。於是M1901和M1897同時一度成為了溫徹斯特公司最暢銷的霰彈槍。
M1887的標準型配備30英寸槍管，另有可特別訂製的32英寸槍管以及20英寸槍管型。溫徹斯特還提供大馬士革鋼槍管的版本。
雖然M1887和M1901在技術上仍是十分優秀的設計，但是本身槓桿式槍機並不如泵動式槍機般適合用於散彈槍，加上在溫徹斯特M1897和其他當代的泵动式霰彈槍推出以後，市場對於槓桿式操作霰彈槍的興趣已經大大減少，這個結果是約翰·白朗寧當初已經預料到的。溫徹斯特M1887在1887—1901年間的產量達到64,855枝。

## 復刻版
多年來，一些槍械公司試圖製造發射無煙火藥型散彈藥筒的溫徹斯特M1887霰彈槍來滿足牛仔射擊活動玩家的需求，但卻幾乎沒有任何商業上的成功。然而，最近有數間槍械製造公司已經推出了成功可行的型號。

### ADI有限公司
澳洲ADI有限公司生產了一小批現代版溫徹斯特M1887霰彈槍的試作型，發射現代的無煙火藥型12鉛徑霰彈。ADI公司曾預計2007年就會商業生產這種槍械，但是由於分配問題所以經過多年的拖延仍然未能生產。

### 中国北方工业公司
中華人民共和國著名武器製造商中国北方工业公司推出了可發射現代無煙火藥型12鉛徑霰彈的溫徹斯特M1887霰彈槍，其中一個版本（配備20英寸槍管）是為美國槍械企業州際武器公司（IAC）生產，並用於在美国境內銷售及出口到加拿大和澳洲。北方工業的1887型是澳洲法律上少數可被非槍械生產行業人士擁有的連發式霰彈槍，它已被證明為非常受獵人和運動射擊用戶的歡迎。在美國和加拿大，由於大部分地區都已經批准平民購買泵动式和半自動霰彈槍，所以溫徹斯特1887仿製型主要集中在牛仔活動射擊參加者。

### 齊亞帕武器公司
意大利齊亞帕武器公司也推出了溫徹斯特M1887系列霰彈槍的現代化仿製品。2008年底，該霰彈槍開始出現在澳洲和欧洲的槍械市場。齊亞帕的仿製品提供從28至18.5英寸槍管的型號。他們還提供附有膛線槍管的型號和兩個裝上手槍握把的型號。

### 世紀武器公司
美國世紀武器公司（Century Arms）進口了由中國中州機械廠生產的廉價溫徹斯特M1887/1901系列霰彈槍仿製型，是為“PW87”。

## 流行文化
由於溫徹斯特M1887霰彈槍相當聞名，因此在許多电影、电视剧、电脑游戏、动画、輕小說中亦有出現，例如：

### 軼事
溫徹斯特M1887的槓桿式槍機設計使其可以很方便地做出不同的花式上彈動作，例如甩槍等等。但若然想以單手轉槍上／退膛的話就必須換上加大型槓桿，否則會有機會弄斷手指（事實上阿諾·史瓦辛格就曾在出演魔鬼終結者第2集期間誤用了未換上加大型槓桿的溫徹斯特M1887道具槍進行單手轉槍退膛而差點弄斷手指）。而配備加大型槓桿、短槍管並削短槍身的槓桿式槍械一般被稱為“馬腿”（Mare's Leg），最早起源自1958年美國電視劇《Wanted Dead or Alive》中史提夫·麥昆所扮演角色喬什·蘭德爾使用的特製型温徹斯特1892型步槍。中登場的温徹斯特1887型可說是“馬腿”的霰彈槍版本，其令人深刻的形象影響了許多後來的電子遊戲和媒體，並在作品中加入《魔鬼終結者第2集》中的T-800專用型溫徹斯特M1887（一般為“馬腿”式版本，部份作品還會出現類似的轉槍動作）以作出「致敬」。一些模型槍廠商（如：日本Marushin公司）亦曾推出溫徹斯特M1887的輕彈氣槍版本。

### 電影
- 1991年—：為槍托截短版，由T-800（Terminator T-800，飾演）所使用，於電影開頭從酒吧店主手上奪取。其上射擊模式又稱為「T-800轉槍退膛射擊風格」。
- 2001年—：為槍托截短版，由主角理查·瑞克·歐康諾（Richard "Rick" O'Connell，布蘭登·費雪飾演）用作其主要武器，亦曾被艾芙琳·卡納漢（Evelyn Carnahan，麗素·慧絲飾演）用於公交車上的槍戰。
- 2007年—《終棘警探》：為槍托截短版，由特雷徹先生（Mr. Treacher，蒂姆·巴洛飾演）所使用。
- 2007年—《惡靈戰警》：由卡特·斯萊德／看管人（Carter Slade／The Caretaker，山姆·艾里奥特飾演）交給強尼·布雷茲／幽靈車神（Johnny Blaze／Ghost Rider，飾演）使用，槍托截短版。在黑暗中被幽靈車神使用時更會槍身著火，變成地獄之火霰彈槍（名字在漫畫中出現），使得其威力更為強大。
- 2009年—：為全尺寸版，由英國警察所持有，沒有開火場面。
- 2011年—《飆風雷哥》：警長辦公室的槍架上有數枝，亦由變色龍雷哥（Rango，配音：強尼·戴普）與沙漠鬣蜥荳荳（Beans，配音：艾絲拉·費雪）所使用。
- 2011年—《福爾摩斯：詭影遊戲》：為全尺寸版，由莫里亞蒂派來襲擊華生及其妻子的打手所持有，由於先前被福爾摩斯在其中一枝槍的槍管裡動了手腳塞進口紅，導致開火時發生膛炸，期間錯誤地展示該槍配備具膛線的槍管和使用步槍子彈。

### 電視劇
- 2005年—：2009年11月19日第5季第10集（播出順序為第92集）「放棄所有的希望...」（英語：Abandon All Hope...），槍托截短版由狄恩·溫撤斯特（Dean Winchester，詹森·艾克尔斯飾演）所使用。
- 2015年—：在第2集，曼谷的嘟嘟車司機把一枝溫徹斯特M1887送了給達米恩·斯科特中士（蘇利文·斯坦布萊頓飾演），並被其用於從腐敗的警察手上救出雷·麥昆。

### 電子遊戲
- 1999年—：可在擊倒追跡者後獲得的武器組件組裝獲得。
- 2007年—：為全尺寸版，載彈量8發，射击时玩家角色偶尔会使用雙手轉槍退膛（但由於沒有削斷槍托，故在轉槍退膛時槍托其實是會很容易擊中射手的臉），並能夠通過武器強化系統升級的兩種強化型外觀。奇怪地在彈倉尚未打空的情況下裝填霰彈期間，打開膛室後裡面没有殘留的一發霰彈退出來。港台地區於2009年4月7日推出基本型，命名為「閃靈獵手」；中国大陆地區於2009年4月8日推出基本型，命名為「退魔圣焰Winchester」。港台地區於2011年12月20日推出透過武器強化系統升級的兩个強化型外觀；中国大陆地區於2011年12月21日推出透過武器強化系統升級的兩个強化型外觀；在各地版本均已開放使用，但泰國版因結束營運的關係而不會在這個版本開放使用。另外亦有三種改進版：
  - Winchester M1887 Gold：C-Box限定的黃金噴漆型，載彈量8發（港台地區）或9發（中国大陆地區）。港台地區於2009年7月14日推出C-box限定的黃金版，命名為「黃金閃靈獵手」；中国大陆地區於2009年7月15日推出密码箱限定的黃金版，命名為「退魔金焰（攻击强化）Winchester」。港台地區於2011年12月20日推出透過武器強化系統升級；中国大陆地區於2011年12月21日推出透過武器強化系統升級；武器強化後不會有造型特殊變化；在各地版本均已開放使用，但泰國版及土耳其版因結束營運的關係而不會在這兩個版本開放使用。
  - Winchester M1887 Xmas：最早於港台版2013年12月17日時推出特别版。為M1887的聖誕版本，槍身部份位置被改成紅色和加上聖誕裝飾，只能間中於聖誕節時取得。港台地區於2013年12月17日推出聖誕特别版連透過武器強化系統升級，命名為「聖誕閃靈」；中国大陆地區於2013年12月18日推出聖誕特别版連透過武器強化系統升級，命名為「退魔圣焰（圣诞特别版）」；武器強化後不會有造型特殊變化；在各地版本均已開放使用，但泰國版及土耳其版因結束營運的關係而不會在這兩個版本開放使用。
  - M1887 Maverick：最早於韓國版2014年6月12日時推出。只能通過武器製作系統以小牛作戰設計圖製作武器後獲得的改進型，為槍托截短版，而且槍身改為銅色，發射後玩家角色會偶爾以單手轉槍退膛，並且由主要武器改歸類為佩槍（英语：Side arm）。
- 2009年—及重製版：為“馬腿”式槍托截短版，配備加大型槓桿，命名為「1887型」，在所有模式皆有出現，載彈量5發（聯機模式時為7發），最高攜彈量為70發（戰役模式）和56發（聯機模式），奇怪地在裝填時玩家角色會把霰彈全數裝進膛室而非彈倉。重製版遊戲中修正了原本錯誤的裝填方式，並不再配備加大型槓桿（但其第三人稱模型仍然配備加大型槓桿），但在完成裝填後卻新增了玩家角色以單手轉槍上膛的動作。戰役模式之中由巴西武裝團伙所使用。聯機模式時於等級67解鎖，並可以使用雙持（此時玩家角色會使用T-800風格單手射擊和轉槍退膛）以及全金屬披甲彈（英语：Full metal jacket (ammunition)）。
- 2010年—：為“馬腿”式槍托截短版，配備加大型槓桿，沒被正式命名，無限彈藥，只出現在戰役模式。由主角亞歷克斯·梅森在關卡「Vorkuta」尾段騎著電單車越獄時所使用，會使用T-800風格單手射擊和轉槍退膛，奇怪地射擊兩發後玩家角色才會重新上膛。另有一個漏洞能夠讓玩家從控制台輸入指令呼喚出M1887作單獨使用。由此可見開發人員曾考慮過把該槍作為可拾取的武器登場，不過這個考量因某些因素而取消了。由於M1887的第一人稱武器模型本身並未完成，使用時會直接採用來自“SPAS-12”的武器數據，故除了把原本握在玩家角色手中的SPAS-12換成在半空中飄浮的M1887和兩發散彈外，其他方面跟SPAS-12如出一轍。
- 2010年—：為槍托截短版，奇怪地發射20鉛徑霰彈。
- 2011年—：為槍托截短版，配備黑色塑膠護木及握把並裝上了鬼環式瞄具，擊鎚上印有「Hasta La Vista（英语：Hasta la vista, baby）」（翻譯中文為「再見」，此為魔鬼終結者第2集當中主角T-800的其中一句經典台詞）的字眼，命名為「1887型」，在所有模式皆有出現，載彈量5發（聯機模式時為7發），最高攜彈量為70發（戰役模式）和56發（聯機模式），奇怪地在裝填時玩家角色會把霰彈全數裝進膛室而非彈倉。戰役模式之中由非洲武裝民兵所使用；聯機模式時於等級68解鎖，沒有可使用改裝；生存模式時於等級1解鎖，價格為$2,000。
- 2011年—：遊戲中唯一的霰彈槍，為槍托截短版，命名為「掘墓者」，奇怪地其升級版使其變成了雙管甚至三管霰彈槍。
- 2012年—：為全尺寸版和槍托截短版：
  - 全尺寸版命名為「1887」，載彈量7發，機匣上裝上戰術導軌，可裝上開放型反射式瞄準鏡。奇怪地在彈倉尚未打空的情況下裝填霰彈期間，打開膛室後裡面殘留的一發霰彈没有退出來。
  - 血龍版衍生型的槍托截短版（但改用小型槓桿護圈、無金屬裝卸板和削短槍托尾部的槍背帶（英语：Sling (firearms)）環）命名為「Galleria 1991」，預設情況下為翻轉式待擊，載彈量8發，奇怪地可裝上旋轉式擊錘以作半自動射擊。
- 2012年—《战争前线》：为枪托截短版，命名为“温彻斯特M1887”，造型上缺失了准星，使用枣红色木制护木及握把，載彈量6发，在非瞄准状态下射击时偶尔会使用T-800風格射擊和轉槍退膛。为医疗兵专用武器，可以通过抽奖获得，无任何可改装部件。拥有黄金版本，强化射程与载弹量。
- 2013年—：被包括在2016年的一個DLC（擴展包）《Biker Character Pack》，命名為“Breaker 12G”。以$76,000解鎖，初期槍托被削短。奇怪地在彈倉尚未打空的情況下裝填霰彈期間，打開膛室後裡面殘留的一發霰彈没有退出來。此槍除了可以安裝遊戲預設的消音器、獨頭彈、飛鏢彈、穿甲彈、龍息彈（英语：Dragon's breath (ammunition)）、戰術燈、激光指示器之外，更可以升級為燒色槍身。在遊戲後期，玩家可以通過STEAM的微交易購買槍支皮膚的保險箱。
- 2014年—：為全尺寸版和槍托截短版：
  - 全尺寸版命名為「1887」，配備鬼環式瞄具，載彈量7發，機匣上裝上戰術導軌，可裝上開放型反射式瞄準鏡和延長彈倉。奇怪地在彈倉尚未打空的情況下裝填霰彈期間，打開膛室後裡面殘留的一發霰彈没有退出來。
  - 衍生型的槍托截短版（但改用小型槓桿護圈、無金屬裝卸板和削短槍托尾部的槍背帶（英语：Sling (firearms)）環）命名為「87」，載彈量8發，裝有C-More紅點鏡和增加了“增加傷害”技能。在載具上使用時玩家角色會作出T-800風格射擊和轉槍退膛。奇怪地在彈倉尚未打空的情況下裝填霰彈期間，打開膛室後裡面殘留的一發霰彈没有退出來。
- 2015年—：资料片「逃亡」（Getaway）武器之一。為全尺寸版和槍托截短版，命名為「1887」，發射12G鹿彈，載彈量6+1發，武器商店中價格為$50,000，可由所有職階使用；無法加裝任何配件，只能使用“短槍管”和“削短槍托”轉換為槍托截短版，此時腰射時玩家角色會使用單手轉槍退膛（但沒有換上加大型槓桿）。奇怪的在空倉裝填時玩家角色把一發霰彈塞入膛室內以後會關上槓桿才繼續裝填（未打空彈倉期間裝填時更會省略打開膛室的動畫直接裝填）。
- 2015年—《火線危機5（日语：タイムクライシス5）》：為黃金槍托截短雕刻版，由Wild Dog的弟子Wild Fang所使用。
- 2017年—《少女前線》：為槍托截短版，限時活動「失溫症」中通關獲得。
- 2017年—《世界大戰：英雄》：為無後槍托版，被命名為M1887，是玩家的基礎武器。
- 2018年—：為全尺寸版和槍托截短版：
  - 全尺寸版命名為「1887」，載彈量7發（1發裝在膛室內，另外6發裝在彈倉內），預設配備鬼環式瞄具，可改用各種瞄準鏡。奇怪地在彈倉尚未打空的情況下裝填霰彈期間，打開膛室後裡面殘留的一發霰彈没有退出來。
  - 槍托截短版命名為「1887-T」，載彈量同樣為7發（1發裝在膛室內，另外6發裝在彈倉內），配備黑色塑料護木和握把，並在槍管頂部裝有全尺寸皮卡汀尼導軌，預設配備鬼環式瞄具，可改用各種瞄準鏡。奇怪地在彈倉尚未打空的情況下裝填霰彈期間，打開膛室後裡面殘留的一發霰彈没有退出來。
- 2018年—《2》：為短槍管型，命名為“槓桿式霰彈槍”，6發彈倉。
- 2019年—：裝有自製的瞄準鏡。
- 2021年—《極地戰嚎6》
- 2021年—《蔚藍檔案》：劍先弦生的固有武器「Blood & Gunpowder」原型。
- 2023年—《生化危機4 重製版》：為預購特典之一，遊戲中被命名為「碎顱者」。
- 2023年—《蔚藍檔案》：蒼森美禰的固有武器「救護的證明」原型。

### 輕小說
- 2008年—：為槍托截短版，由巴斯克維爾（小隊）隊員峰理子和公安0課成員原田靜刃所使用。

## 資料來源
1. ↑  Chiappa Firearms 的存檔，存档日期2013-12-19.
2. ↑  .   [2018-03-23]. （原始内容存档于2021-04-14）.

- Madis, G.（1977）"The Winchester Book" Dallas: Taylor Publishing.

## 外部連結
- （英文）—IAC reproduction M1887 shotgun
- （英文）—SecurityArms.Com （页面存档备份，存于）
- （英文）—The Firearm Blog.com—
  - Chiappa T-Series 1887 Shotgun Pistol （页面存档备份，存于）
  - Chiappa Makes Winchester 1887 Clone （页面存档备份，存于）
  - Chiappa T-Series Review （页面存档备份，存于）
  - Chiappa 1887 T-Series Shotgun （页面存档备份，存于）
- （英文）—The Truth About Guns.com—Cody Firearms Museum: Henry Ford’s Winchester Model 1887 （页面存档备份，存于）
- （英文）—Tactical Life.com—
  - Gun Buyer's Guide 2015: Top 18 Single-Shots, Other Rifles & Shotguns （页面存档备份，存于）
  - Upgrading Chiappa’s Bootleg 12-Gauge Lever-Action Shotgun （页面存档备份，存于）
- （英文）—Personal Defense World.com—New For 2016: 15 Pump-Action & Semi-Auto Shotguns （页面存档备份，存于）
- （简体中文）—D Boy Gun World（槍炮世界）—温彻斯特1887型杠杆连发霰弹枪 （页面存档备份，存于）
- （简体中文）—中国论文网－科技论文发表－原创：温彻斯特M1887杠杆式连珠霰弹枪 （页面存档备份，存于）